# Панафриканський прапор
Панафриканський прапор (також відомий як афроамериканський прапор, прапор Чорного визволення, прапор UNIA) — це триколор, що складається з трьох рівних горизонтальних смуг (зверху вниз) червоного, чорного та зеленого кольору. Всесвітня асоціація покращення чорношкірих та Ліга африканських громад (UNIA-ACL) офіційно прийняли його 13 серпня 1920 року у статті 39 Декларації прав чорношкірих у всьому світі під час свого місячного з'їзду в Медісон-сквер-ґардені (Нью-Йорку). Варіації прапора можуть і були використані в різних країнах і територіях Америки для представлення гарвеїстської ідеології.

## Історія

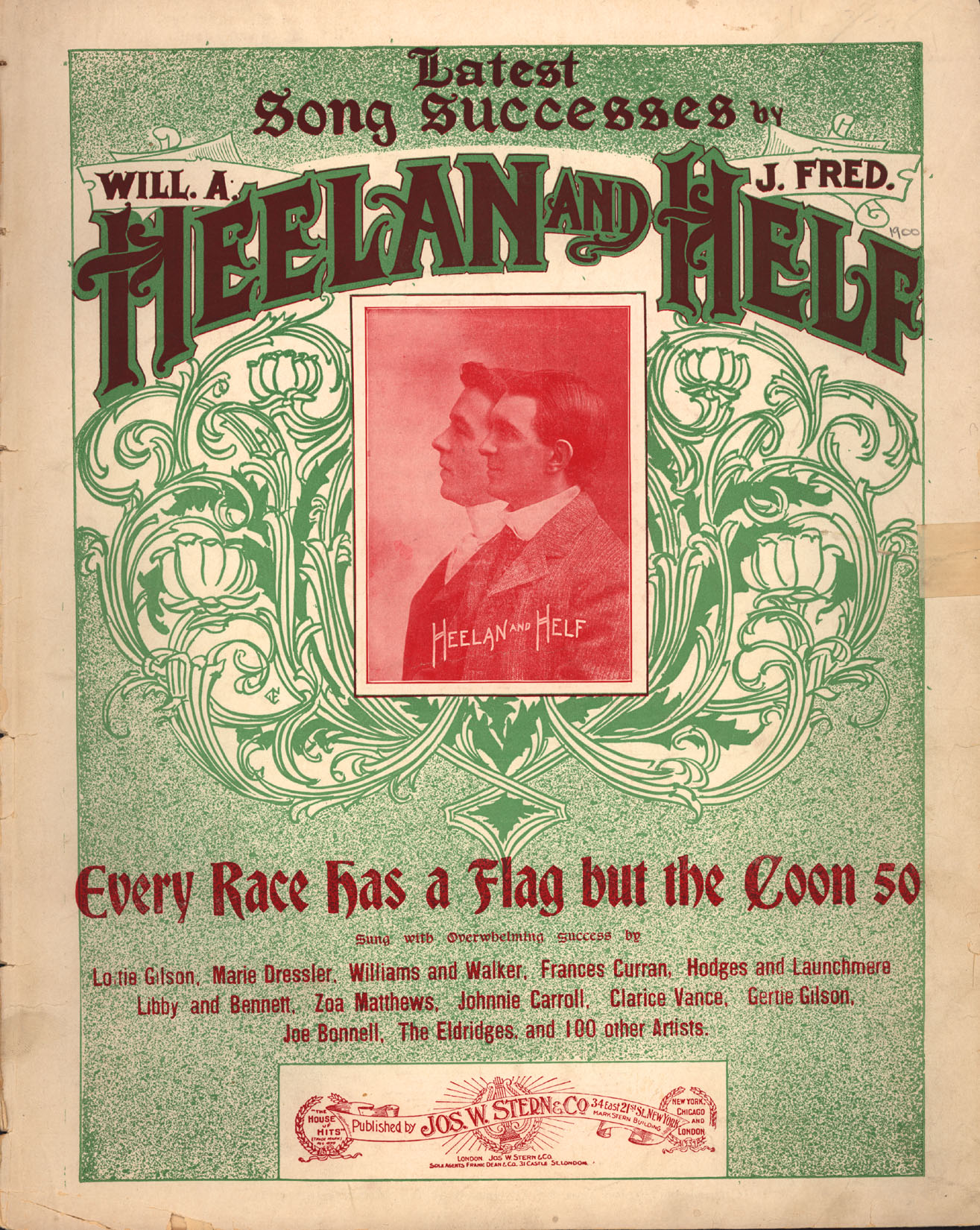
Ноти для «У кожної раси є прапор, але кун»

Прапор був створений у 1920 році членами UNIA у відповідь на популярну пісню кінця ХІХ століття «Пісню куна», де принижуються і висміюються афроамериканці та імітується їх стереотипна мова ебоніка. Дана пісня стала хітом приблизно в 1900 році «У кожної раси є Прапор, але кун». Ця пісня була названа однією з трьох пісень, які «твердо затвердили термін „кун“ в американському словнику». У звіті 1927 року про промову 1921 року, що з'явилася в щотижневій газеті «Negro World», Маркус Гарві казав:
Покажи мені расу чи націю без прапора, і я покажу тобі расу людей без жодної гордості. Так! У піснях і міміці вони сказали: «У кожної раси є прапор, крім куна». Це правда! Так! Але це було сказано про нас чотири роки тому. Вони зараз не можуть цього сказати…
Символіку кольорів прапора розкрита у «Загальному негритянському катехізисі», виданому УНІА в 1921 році:
Червоний колір — це колір крові, яку люди повинні пролити за своє звільнення і свободу; чорний колір — колір благородної та знатної раси, до якої ми належимо; зелений — колір пишної рослинності нашої Батьківщини.
Журналіст Чарльз Моубрей Вайт стверджував, що Гарві запропонував кольори червоний, чорний і зелений з таких причин: «Гарві вжив червоний через симпатію до „лівого руху“, зелений до ірландців у їхній боротьбі за свободу, і чорний — [для] негрів».
Згідно нещодавно трактування УНІА, три кольори на прапорі Чорних націоналістів означають:
- червоний: кров, яка об'єднує всіх людей чорного африканського походження і проливається за звільнення;
- чорні: чорні люди, чиє існування як нації, хоча й не національної держави, підтверджується існуванням прапора;
- зелений: рясне природне багатство Африки[9].

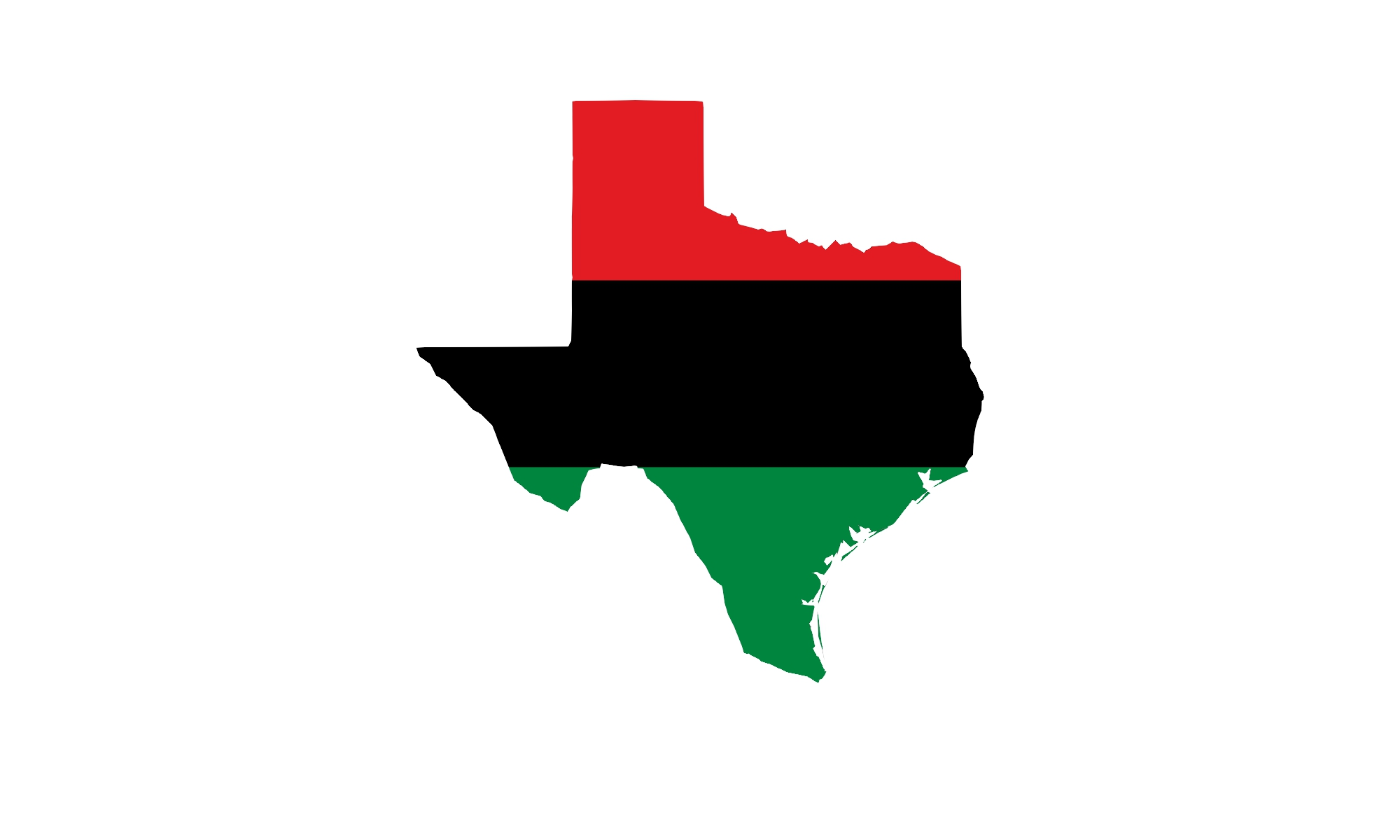
Чорний прапор визволення Техасу

Згодом прапор стає символом чорношкірих націоналістів та всесвітнього визволення чорношкірих людей. Як емблема чорної гордості, прапор став популярним під час руху за визволення чорношкірих у 1960-х роках. У 1971 році шкільна рада Ньюарка, штат Нью-Джерсі, прийняла резолюцію, що дозволяла піднімати прапор у класах державних шкіл. Тоді були відсутні чотири з дев'яти членів правління, тому резолюцію представив неповнолітній член ради, призначений мером. Проблеми прийняття породили жорстоку полеміку, включаючи ухвалу суду про те, щоб рада показала причину, чому їх не слід змушувати скасувати резолюцію, і щонайменше дві законодавчі пропозиції штату щодо заборони етнічних прапорів і національних прапорів (крім прапора США) в громадських класах.
У Сполучених Штатах прапор зараз широко доступний у магазинах прапорів або спеціалізованих етнічних магазинах. Його часто можна побачити на парадах, присвячених Дню Мартіна Лютера Кінга, мітингах щодо громадянських прав та інших спеціальних заходах.

### Використання 2010-х років
У Сполучених Штатах, після відмови великого журі пред'явити звинувачення поліцейському у стрілянині Майкла Брауна 9 серпня 2014 року у Фергюсоні, штат Міссурі, студент Університету Говарда замінив прапор США на флагштоку кампусу у Вашингтоні, округ Колумбія на приспущений прапор «чорної солідарності».

## Похідні прапори

Прапор Сент-Кітс і Невіс

Прапор Кенії

Афроамериканський прапор Девіда Хеммонса

Прапор Південного Судану

Прапор Республіки Нова Африка

Прапор Малаві

Прапор Малаві (2010-2012)

Прапор Біафри (1967-1970)

Запропонований прапор Анголи (1996)

Біафранський прапор — варіант панафриканського прапора з сонячним сплеском у центрі. Кольори безпосередньо засновані на дизайні Гарві. Прапор Малаві, випущений у 1964 році, дуже схожий, відображає порядок смуг у прапорі Чорних націоналістів. Він безпосередньо не заснований на прапорі Гарві, хоча кольори мають ту саму символіку: червоний — кров, що символізує боротьбу людей, зелений — рослинність, чорний — расу людей. 
Кенійський прапор є чорно-червоно-зеленим триколором з двома білими фімбріями, зі щитом масаїв та двома схрещеними списами. Він був офіційно прийнятий 12 грудня 1963 року після здобуття Кенією незалежності, натхненний панафриканським триколіром.
Поштова служба Сполучених Штатів випустила марку в 1997 році на честь Кванзаа з картиною прекрасної художниці Синтії Сент-Джеймс із темношкірою сім'єю, яка носить одяг, традиційний для деяких частин Африки і модний для особливих випадків серед афроамериканців. Члени родини тримають їжу, подарунки та прапор. Прапор на марці, можливо, представляв панафриканський прапор, однак замість смуг, що опускаються червоним, чорним і зеленим, прапор марки транспонує дві верхні смуги і опускається чорним, червоним і зеленим.
У 1990 році художник Девід Хеммонс створив роботу під назвою «Афро-американський прапор», яка зберігається в Музеї сучасного мистецтва в Нью-Йорку. На основі стандартного прапора США його смуги чорно-червоні, поле кантону зелене, а зірки на полі кантону чорні.
У відповідь на суперечки щодо вивішування прапора Конфедерації, афроамериканська компанія під назвою NuSouth створила прапор на основі військово-морського джека Конфедерації, із білими зірками та контуром, заміненими на зелений, а синій хрест — чорним.
Прапор Сент-Кітс і Невіс має схожі кольори, розташовані по діагоналі та розділені жовтими лініями. Він схожий на прапор Малаві в тому, що кольори не взяті безпосередньо з панафриканського прапора, але символіка така ж. 
Не всі червоно-зелено-чорні прапори пов'язані з панафриканським прапором. Прапор Лівії походить від панарабських кольорів тоді як прапор колишньої Ісламської Республіки Афганістан був отриманий незалежно.

## Альтернативні назви

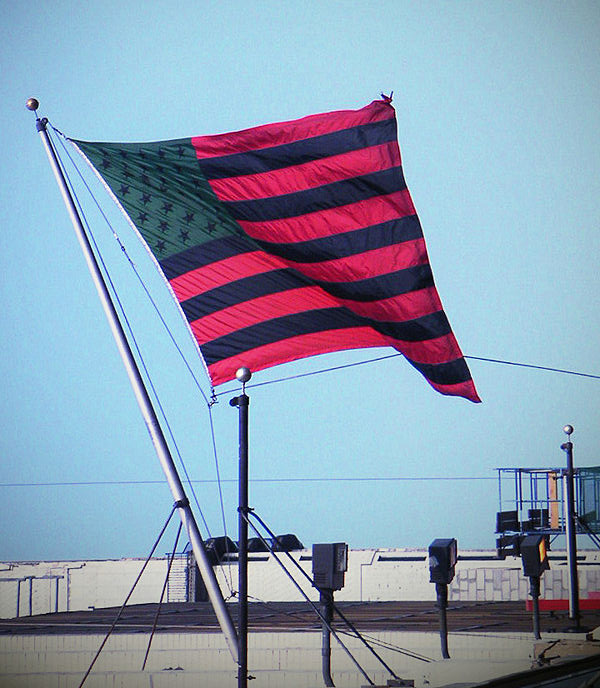
Афроамериканський прапор у Нью-Йорку

Прапор має кілька інших назв з різним ступенем популярності:
- афроамериканський прапор;
- Bendera Ya Taifa (суахілі для «прапора нації») щодо його використання під час Кванза.
- прапор Чорного визволення;
- Міжнародний африканський прапор;
- прапор Маркуса Гарві;
- прапор УНІА за його творцями;
- Універсальний африканський прапор;
- RBG Червоний Чорний Зелений прапор;

## Пропонований відпочинок
У 1999 році у виданні The Black World Today від 25 липня з'явилася стаття, в якій пропонувалося, що як акт глобальної солідарності щороку 17 серпня слід відзначати у всьому світі як Всесвітній день африканського прапора, вивішуючи червоно-чорно-зелений прапор. 17 серпня — день народження Маркуса Гарві. 

## Зовнішні посилання
- Afro-American flags at Flags of the World non-commercial vexillology site
- Sheet music from the American Memory website of the Library of Congress
- 'Fly the Red, Black, and Green' article proposing holiday at The Black World Today, July 25, 1999
- Kwanzaa Stamp U.S. postage depicting similar flag, with explanatory press release
- MoMA Learning an educational exercise based on David Hammons' African-American Flag
- UNIA official website
- Nusouth website and flag